# Шампон
Шампон је козметички производ, најчешће у облику течности, који се користи за прање и чишћење косе, а понекад и цијелог тијела. Користи се у купању.
Шампон је мјешавина неколико супстанци: воде, сурфактанта (најчешће натријум лаурил фосфат), конзерванса, ароме, уља, витамина и неорганских соли (натријум хлорид, који се користи за подешавање вискозности).

## Етимологија
Ријеч на енглеском језику (енг. shampoo), а из ког је доспјела и у српски језик, потиче из Индије, од хинду ријечи chāmpo (хинд. चापो), што значи масажа главе и датира из 1762, а коријен ријечи проналази у санскриту capayati (चपयति), што значи притискати, гњечити, ублажити.